# 黄少萍
黄少萍（1959年1月—2015年4月25日），女，汉族，福建泉州人，中华人民共和国政治人物。中国共产党党员。中共中央党校科学社会主义专业在职研究生学历。

## 生平
1976年7月参加工作，历任共青团泉州市委书记，泉州市市长助理、副市长、市委常委兼宣传部长，福建省人民政府侨务办公室主任，中共福建省委统战部常务副部长，中共泉州市委副书记等职。2011年7月，任泉州市人民政府代市长，次年1月正式当选。2013年2月，任中共泉州市委书记。
2015年4月25日凌晨3時59分，因乳腺癌医治无效于泉州逝世。4月27日上午，其遗体告别仪式在泉州宏福园一号举行，大量民众自发自发吊唁。